# 內馬尼亞·佩特里奇
內馬尼亞·佩特里奇（1987年7月28日—）是一位塞爾維亞排球運動員。他效力於意大利排球俱樂部摩德納排球俱樂部。他也代表塞爾維亞國家男子排球隊參賽。